# HD 81980
HD 81980，又名BD-00 2201，SAO 136894、HR 3758，是一颗恒星，视星等为6.27，位于銀經234.73，銀緯33.7，其B1900.0坐标为赤經9h 23m 56.9s，赤緯-0° 33.7′ 13″。